# Čachovice (stacja kolejowa)
Čachovice – stacja kolejowa w miejscowości Čachovice, w kraju środkowoczeskim, w Czechach. Znajduje się na wysokości 205 m n.p.m..
Jest zarządzana przez Správę železnic. Na stacji istnieje możliwość zakupu biletów i rezerwacji miejsc. 

## Linie kolejowe
- 071 Nymburk - Mladá Boleslav